# Epidendrum tropidioides
Epidendrum tropidioides är en orkidéart som beskrevs av Leslie Andrew Garay. Epidendrum tropidioides ingår i släktet Epidendrum och familjen orkidéer. Inga underarter finns listade i Catalogue of Life.